# Brachicoma nigripalpis
Brachicoma nigripalpis là một loài ruồi trong họ Tachinidae.